# Фијат 126
Фијат 126 познат и као пеглица на Балкану је аутомобил који је настао у фабрици Фијата, а који се производио у Италији од 1972. до 1980. године и у Пољској од 6. јуна 1973. до 22. септембра 2000. године. Претходник овог аутомобила је био Фијат 500, а наследник Фијат чинквеченто. Већина ових аутомобила је произведена у Пољској као Пољски Фијат 126п. Може се видети на путевима и дан данас, деценијама након престанка производње.

## Називи
У Пољској је популаран назив за ова кола Малух (пољ. Maluch) што значи малишан, малецни. У Србији и другим републикама бивше Југославије познат је као Пеглица из разлога јер је модел који је производила крагујевачка Застава носио назив 126 PGL. У Словенји је познат као Bolha што значи бува или калимеро, по цртаном филму „Калимеро“. У Ирској и Уједињеном Краљевству је познат као Бамбино, на Куби као Полакито (шп. Polaquito), а у Чилеу као Ботото (шп. Bototo).

## Историја
Производња Фијата 126 је почела у септембру 1972. у Италији у фабрици Касино (итал. Cassino) где се ово возило производило до 1980. године. Производња овог возила је такође отпочела и у Пољској 1973. Иако је 1980. производња престала у Италији, у Пољској је настављена производња све до 2000. године. После увођења модела Фијат 126 Бис оригинални модел се и даље производио, али за пољско тржиште. Фијат 126 се такође производио и у фабрици Застава у СФР Југославији, под називом Застава 126.
Иако је имао добар маркетинг Фијат 126 никада није доживео популарност свог претходника Фијата 500. Процењује се да је укупно произведено око 1.300.000 возила у Италији, 3.300.000 у Пољској и непознат број у Југославији.
- Септембар 1972 - почетак производње у фабрици Касино, првих 100 комада.
- 9. септембар 1972 - званична презентација на аутомобилском сајму у Торину.
- 6. јун 1973 — од италијанских делова састављен први пољски Фијат 126п у Фабрици малолитражних аутомобила (пољ. Fabryka Samochodów Małolitrażowych) у граду Бјелско-Бјала (пољ. Bielsko-Biała).
- 22. јул 1973 – званично отварање производне линије у Пољској (до краја године је произведено око 1.500 аутомобила).
- 18 септембар 1975 – покренута производња у још једној фабрици у Пољској у граду Тихи (пољ. Tychy).
- 1977 – повећана кубикажа мотора са 594 cm³ на 652 cm³.
- 1980 - Престанак производње возила у Италији
- 1981 – У Пољској произведен милионити Фијат 126
- 1985 –У Пољској произведен двомилионити Фијат 126
- 1987 – Почетак производње Фијата 126п Бис (703 cm³).
- 1991 – Престанак производње Фијата 126п Бис
- 20. јул 1993. – У Пољској произведен тромилионити Фијат 126
- јануар 1997 – увођење званичног назива Малух (пољ. Maluch, на пољском малишан, малецни).
- 22. септембар 2000 — престанак производње Фијата 126

## Технички подаци за Пољски Фијат 126п
| Спецификације                    | Спецификације                        |
| -------------------------------- | ------------------------------------ |
| Врста мотора                     | четворотактни, ваздушно хлађење      |
| Број цилиндара                   | 2                                    |
| Запремина                        | 594 / 652                            |
| Снага                            | 17,7 (24 КС)                         |
| Максимални број обртаја у минути | 4.800 / 4.500                        |
| Маса аутомобила                  | 600                                  |
| Максимално оптерећење            | 320 или 4 особе + 40                 |
| Максимална тежина приколице      | 400 (са кочницом); 300 (без кочнице) |
| Могућности вожења под успоном    |                                      |
| брзина                           | 25%                                  |
| брзина                           | 15%                                  |
| брзина                           | 8,5%                                 |
| брзина                           | 4,5%                                 |
| Рикверц                          | 30%                                  |
| Брзина (минимална… максимална)   |                                      |
| 1 брзина                         | до 30                                |
| 2 брзина                         | 13…50                                |
| 3 брзина                         | 21…80                                |
| Рикверц                          | до 25                                |
| Остали подаци                    |                                      |
| Кочнице                          | хидрауличне                          |
| Хлађење                          | ваздушно                             |
| Просечна потрошња бензина        | 5,2…7,2 /100                         |
| Просечна потрошња уља            | 0,4…0,7                              |
| Запремина резервоара             | 21                                   |

## Извоз Пољског Фијата 126
Пољски Фијата 126 је највише извожен у следеће земље:
- Италија
- СФРЈ
- Немачка
- Мађарска
- Француска
- Кина
- Уједињено Краљевство
- Чехословачка
- Куба
- Белгија
- Бугарска
- Швајцарска
- Грчка
- Аустрија
- Данска
- Кипар
- Чиле
- Нови Зеланд
- Аустралија